# Соня Габорчакова
Соня Габорчакова (на словашки: Soňa Gaborčáková) е словашка политичка от Християндемократическото движение. Бивша министърка на труда, социалните въпроси и семейството на Словакия (2023), държавен секретар на Министерството на труда, социалните въпроси и семейството на Словакия (2020 – 2023), заместник на Националния съвет на Словакия (2016 – 2020).

## Биография
Родена е на 20 август 1977 г. в град Стара Любовня, Прешовски край, Словашка социалистическа република, Чехословакия. Завършва катедрата по социални дейности към Педагогически факултет на Университета „Матей Бел“ в Банска Бистрица. През 2015 г. получава докторска степен в Католическия университет в Ружомберок, специализирайки социални дейности.
През 1999 г. започва работа в Дома на Света Анна. Институцията предоставя цялостни социални услуги за деца и младежи с увреждания в Стара Любовня под патронажа на благотворителната организация „Каритас“ на Гръкокатолическата архиепископия на Прешов.
През 2014 г. е избрана в градския съвет на Стара Любовня.
На парламентарните избори през 2016 г. е избрана за депутат в Националния съвет на Словакия като безпартиен член в листата на партия „Обикновени хора и независими личности“. Става член на Комисията по социални въпроси.
На парламентарните избори през 2020 г. се кандидатира от Християндемократическото движение. Партията не преодолява избирателната бариера от 5 процента. На 21 март 2020 г. е назначена за държавен секретар на Министерството на труда, социалните грижи и семейството, отговарящ за социалната и семейната политика на министерството. На 15 май 2023 г. тя е назначена за ръководител на Министерството на труда, социалните въпроси и семейството на Словакия в правителството, ръководено от министър-председателя Лудовит Одор. Правителство подава оставка на 25 октомври 2023 г.